# パトリック・ウィリアムズ (バスケットボール)
パトリック・リー・ウィリアムズ（Patrick Lee Williams, 2001年8月26日 - ）はアメリカ合衆国・ノースカロライナ州シャーロット出身のプロバスケットボール選手。NBAのシカゴ・ブルズに所属している。ポジションはパワーフォワード。

## 経歴

### 高校
ウィリアムズは、ノースカロライナ州シャーロットで生まれ育ち、ウェスト・シャーロット高校に進学した。彼は4年間バスケットボールチームのスターターを務めて、3年生の時に試合平均で、20.7得点、7.7リバウンド、3.7アシスト、2.8スティールを記録している。ウィリアムズは同学年の中で4つ星の、トップ50に入る有望選手であると評価された。ウィリアムズは大学進学にあたって、アリゾナ大学、クレムゾン大学、ルイビル大学、メリーランド大学、ノースカロライナ州立大学、オハイオ州立大学、テキサス大学、バージニア工科大学、ウェイクフォレスト大学などからもオファーを貰っていたが、最終的にフロリダ州立大学への進学を決めた。4年生の時に試合平均で、22.1得点、9.0リバウンド、2.8ブロック、3.1アシストを記録し、4Aクラスのノースカロライナ州チャンピオンシップゲームにチームを導く活躍をして、シャーロット・オブザーバー紙が選出するメクレンバーグ郡の年間最優秀選手に輝いた。ウィリアムズは、2019年のジョーダン・ブランド・クラシックに招待された。高校4年間の通算成績として、1787得点、749リバウンド、310アシストを記録した。

### カレッジ
ウィリアムズは1年目に2020年のNBAドラフトで、21番目の有望株であるとESPNから報じられた。
彼はチームのシックスマンとして大学キャリアを開始した。
ウィリアムズはウェスタン・カロライナ大学との試合で18得点、4リバウンドを記録した。また、テネシー大学チャタヌーガ校との対戦では16点を記録している。
ノースカロライナ大学との試合では、14得点、キャリアハイとなる9リバウンドでチームの勝利に貢献した。次のマイアミ大学との試合では、14得点で勝利している。
2月15日のシラキュース大学に勝利した試合では、17得点、7リバウンドを記録している。
ウィリアムズはACCのオールフレッシュマンチームへの選出と、カンファレンスのシックスマンオブザイヤーを獲得した。シーズン終了までの彼の試合平均成績は、9.2得点、4.0リバウンド、1ブロックだった。
シーズンの終了後、ウィリアムズとチームメイトのデビン・バッセルは2020年のドラフトに参加表明をした。

### NBA

#### シカゴ・ブルズ
2020年11月18日に行われたドラフトにおいて1巡目全体4位でシカゴ・ブルズから指名され、同月22日にブルズとのルーキー契約に合意した。12月23日のアトランタ・ホークス戦でNBAデビューを果たして16得点、4リバウンド、1アシスト、1スティール、1ブロックを記録したが、チームは104-124で敗れた。2021年5月15日のブルックリン・ネッツ戦でシーズンハイとなる24得点を含む5リバウンド、2スティールを記録したが、チームは91-105で敗れた。
10月28日のニューヨーク・ニックス戦で手首を脱臼する怪我を負い、手術のために4〜6ヶ月の欠場を余儀なくされた。復帰戦となる2022年3月21日のトロント・ラプターズ戦で7得点、2リバウンドを記録し、チームは113-99で勝利した。4月10日のミネソタ・ティンバーウルブズ戦でキャリアハイとなる35得点を含む4リバウンド、4アシストを記録し、チームは124-120で辛勝した。
2024年7月6日にブルズとの再契約に合意した。

## 個人成績

### NBA

#### レギュラーシーズン
| シーズン | チーム | GP  | GS  | MPG  | FG%  | 3P%  | FT%  | RPG | APG | SPG | BPG | PPG  |
| -------- | ------ | --- | --- | ---- | ---- | ---- | ---- | --- | --- | --- | --- | ---- |
| 2020–21  | CHI    | 71  | 71  | 27.9 | .483 | .391 | .728 | 4.6 | 1.4 | .9  | .6  | 9.2  |
| 2021–22  | CHI    | 17  | 9   | 24.8 | .529 | .517 | .732 | 4.1 | .9  | .5  | .5  | 9.0  |
| 2022–23  | CHI    | 82  | 65  | 28.3 | .464 | .415 | .857 | 4.0 | 1.2 | .9  | .9  | 10.2 |
| 2023–24  | CHI    | 43  | 30  | 27.3 | .443 | .399 | .788 | 3.9 | 1.5 | .9  | .8  | 10.0 |
| 2024–25  | CHI    | 63  | 36  | 25.0 | .397 | .353 | .723 | 3.8 | 2.0 | .8  | .5  | 9.0  |
| 通算     | 通算   | 276 | 211 | 27.1 | .462 | .392 | .769 | 4.1 | 1.5 | .8  | .7  | 9.6  |

#### プレーオフ
| シーズン | チーム | GP | GS | MPG  | FG%  | 3P%  | FT%  | RPG | APG | SPG | BPG | PPG  |
| -------- | ------ | -- | -- | ---- | ---- | ---- | ---- | --- | --- | --- | --- | ---- |
| 2022     | CHI    | 5  | 5  | 30.6 | .468 | .333 | .727 | 5.4 | .8  | 1.0 | .6  | 11.8 |
| 通算     | 通算   | 5  | 5  | 30.6 | .468 | .333 | .727 | 5.4 | .8  | 1.0 | .6  | 11.8 |

### カレッジ
| シーズン | チーム | GP | GS | MPG  | FG%  | 3P%  | FT%  | RPG | APG | SPG | BPG | PPG |
| -------- | ------ | -- | -- | ---- | ---- | ---- | ---- | --- | --- | --- | --- | --- |
| 2019–20  | FSU    | 29 | 0  | 22.5 | .459 | .320 | .838 | 4.0 | 1.0 | 1.0 | 1.0 | 9.2 |